# Fejszál szaúdi király
Fejszál ibn Abdul-Aziz Al Szaúd (arabul: فيصل بن عبدالعزيز آل سعود; 1906 áprilisa – 1975. március 25.) Szaúd-Arábia királya 1964-től 1975-ig. Uralkodása idején pániszlámista, antikommunista és palesztinbarát politikát folytatott, kiegyensúlyozta az ország deficites költségvetését és modernizációs reformokat vezetett be. Az 1973-as arab–izraeli háború idején leállította az olajeladásokat és ezzel ő volt egyik okozója az ezután következő energiaválságnak. Egyik unokaöccse 1975-ben meggyilkolta.

## Ifjúsága
Fejszál ibn Abdul-Aziz 1906 áprilisában született Rijádban Szaúd-Arábia megalapítójának, Abdul-Aziz ibn Abdul-Rahman harmadik fiaként. Anyja Tarfa bint Abdullah bin Abdullatif Al Sheekh volt, akit Abdul-Aziz 1902-ben, Rijád elfoglalása után vett feleségül és aki Muhammad ibn Abd al-Vahháb leszármazottja volt. Fejszál anyai nagyapja Abdul-Aziz egyik fontos vallási tanítómestere és tanácsadója volt. Anyja 1912-es halála után ő nevelte tovább a hatéves kisfiút, ő tanította meg neki a Koránt és az iszlám alapelveit.
1919-ben a brit kormányzat londoni látogatásra hívta meg Abdul-Aziz királyt, aki nem tudott elmenni és maga helyett a 14 éves Fejszált küldte. A herceg öt hónapig tartózkodott Európában, Nagy-Britannia mellett Franciaország is meglátogatta. Ő volt a szaúdi királyi ház első tagja aki hivatalos mivoltában látogatta meg ezeket az országokat.

## Első megbízatásai
A felnőtté vált Fejszál számos feladatot kapott apjától, aki ekkor Arábia egyesítésén fáradozott. 1922-ben Háil és Aszír tartományok elfoglalása után Fejszál feladata volt, hogy hatezer fegyveres élén konszolidálja a család hatalmát és letörje a maradék ellenállást. Az év végére már teljesen az ellenőrzése alatt tartotta ezeket a területeket.
1925-ben a Hidzsázban aratott nagy győzelmet a helyi erők felett és apja a következő évben helyi alkirállyá nevezte ki.
1930-ban Fejszál herceg külügyminiszteri kinevezést kapott. Ezt a posztot később királyként is megtartotta. A 30-as években több európai utat is tett, többek között Lengyelországba 1932-ben és a Szovjetunióba 1933-ban.
1934-ben részt vett a rövid szaúdi-jemeni háborúban fegyverrel védve meg királyságuk déli tartományait a jemeni követelésekkel szemben. 1943 szeptemberében Khalid öccsével együtt az Egyesült Államokba látogatott. 1945. április 25-én Fejszál külügyminiszterként vett részt az ENSZ San Franciscó-i alapító ülésén.
A második világháború után jelentősen megnövelték az olajkitermelést, az Aramco jövedelme 1946 és 1950 között több mint ötszörösére növekedett.

## Trónörökösként és miniszterelnökként

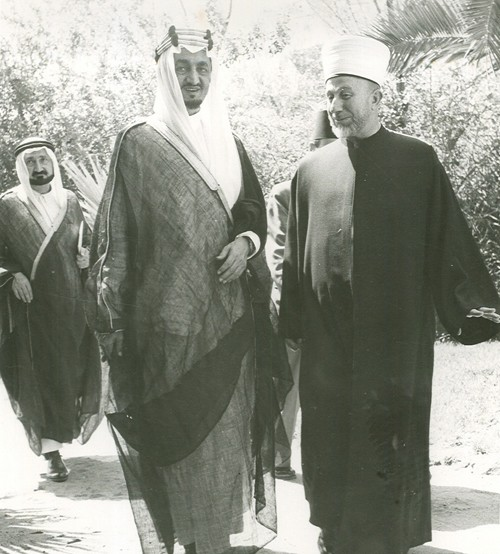
Fejszál és Hadzs Amin al-Husszeini palesztin vezető

1953-ban meghalt Abdul-Aziz király és Fejszál bátyja, Szaúd lépett a trónra, ő pedig hivatalos trónörökössé lépett elő. Szaúd király hamarosan átgondolatlan és pazarló beruházásokba kezdett, többek között egy új, hatalmas királyi palota építését indította el. Az országot külföldről is fenyegette veszély, a szomszédos Egyiptomban a monarchiát megdöntő Nasszer befogadta a szaúdi hercegek egy csoportját. Attól tartva, hogy a Szaúd költekezése az összeomlás szélére sodorhatja az országot, valamint a külpolitikai fiaskók miatt, a királyi család egy része és a vallási vezetők rábírták a királyt, hogy Fejszált tegye meg miniszterelnökének. A széles hatáskörrel rendelkező Fejszál drámai kiadáscsökkentési programba fogott, hogy megóvja a csőd felé sodródó költségvetést. A visszafogott, takarékos költekezés a későbbiekben is jellemző volt politikájára.
A király és a nagy hatalmú miniszterelnök között azonban rendszeresek voltak a hatásköri súrlódások és 1960 decemberében Fejszál lemondott, mert Szaúd nem hagyta végrehajtani pénzügyi reformjait. A király visszavette a végrehajtói hatalmat, pénzügyminiszterének pedig az Egyiptomból visszahívott Talal herceget nevezte ki. Fejszálnak 1962-re sikerült annyi támogatót szereznie a királyi családon belül, hogy a király újra a miniszterelnöki posztra helyezze.
Fejszál ebben az időszakban kezdte reformálni és modernizálni az országot. A vallási körök rosszallása ellenére bevezette a nők és lányok oktatását, bár a konzervatívok felé tett engedményképpen a tanterveket a vallási vezetőknek kellett jóváhagyni.
1963-ban Fejszál kezdeményezésére jött létre az első televíziócsatorna, bár a tényleges műsorszórás csak két évvel később indult meg. A konzervatívok ezt a lépését is kritizálták, mire a trónörökös garantálta, hogy az iszlám által megkövetelt öltözködést szigorúan betartatják és a televízió sok vallási műsort fog majd sugározni.
1961-ben a segítségével nyitotta meg kapuit a Medinai Iszlám Egyetem.

## Szaúd király lemondatása
Eközben a háttérben folytatódott a Szaúd és Fejszál hatalmi harca. 1963 elején, kihasználva a király külföldi gyógykezelését, Fejszál átalakította a kormányt, leváltotta bátyja híveit a fontos katonai pozíciókból és saját embereit ültette a helyükbe, mint például Abdullah öccsét, aki a Szaúdi Nemzeti Gárda parancsnoka lett. Szaúd visszatértekor Fejszál rá akarta kényszeríteni, hogy menjen bele szerepköre jelentős csökkentésébe és a herceg régensi kinevezésébe. Fejszál élvezte a vallási vezetők, az ulemák és a szaúdi főmufti (aki anyai ágon rokona volt) támogatását is.
Szaúd ellenállt és a Királyi Gárda bevetésével fenyegetőzött, mire Fejszál a Nemzeti Gárdával körbevetette a palotát. Mivel a hozzá lojális erők kisebbségben voltak, Szaúd király 1964. március 4-én kénytelen volt beleegyezni Fejszál régensi kinevezésébe. Néhány hónappal később a királyi család és a vallási vezetők lemondatták Szaúdot és Fejszál november 2-án Szaúd-Arábia harmadik királya lett. Szaúd előbb Svájcba, aztán Egyiptomba, majd végül 1969-től Görögországba vonult száműzetésbe.

## Szaúd-Arábia királyaként

### Belpolitikája

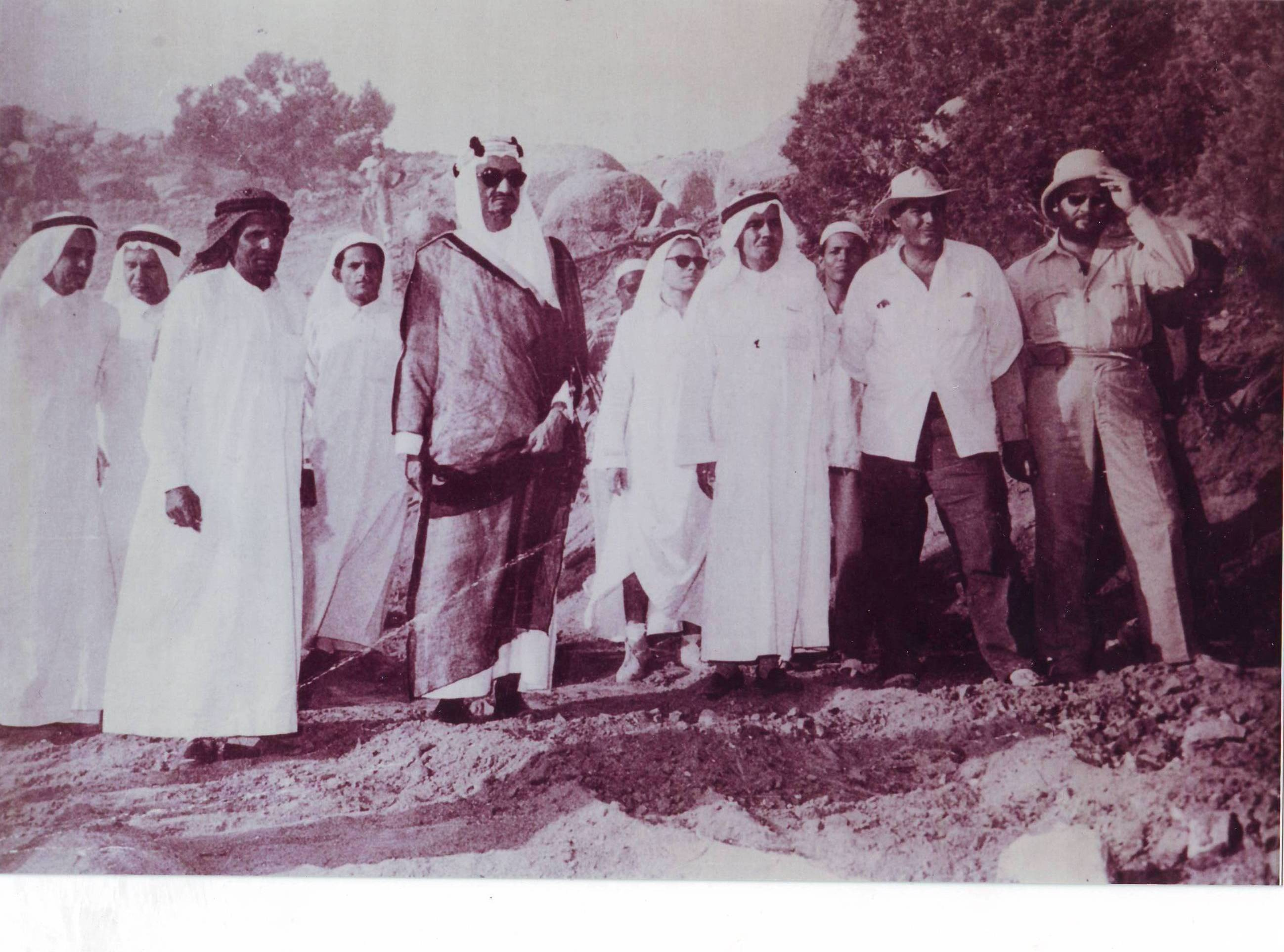
A király 1965-ben

Fejszál király trónra lépése után is az ország költségvetésének rendbehozását tekintette elsődleges feladatának. Uralkodásának első néhány éve alatt óvatos pénzügyi politikája az olajkitermelés növelésével karöltve végül sikeresen eltüntette a költségvetés hiányát.
Fejszál egyik fontos modernizációs törekvése az igazságszolgáltatási rendszer átalakítása volt, amelyet a volt szíriai igazságügyminiszter, Zafer Moussly segítségével hajtott végre. Uralkodása alatt új egyetemeket nyitottak és jelentősen kibővítették a meglevőket, valamint sok diák külföldi (főleg Egyesült Államokbeli) tanulmányait is támogatta a kormányzat.
Az ország minisztériumainak, kormányzati intézményeinek és szociális programjainak jelentős részét Fejszál idejében alapították meg. Ő indította el a mezőgazdasági és ipari támogatások rendszerét, melyek később Khalid és Fahd királyok alatt kaptak igazi jelentőséget.
Bár a király letörte az olajipari dolgozók sztrájkját és betiltotta a szakszervezeteket, cserébe a szaúdi munkások érdekeit és biztonságát védő munkatörvényt hozatott és nyugdíj- valamint társadalombiztosítási reformokat léptetett életbe.
Fejszál vezette be az ország ma is érvényes adminisztratív felosztását. 1970-ben elindították az első gazdaságfejlesztési ötéves tervet.
A televíziós műsorszórás hivatalosan 1965-ben kezdődött. 1966-ban Fejszál egyik fanatikus unokaöccse rátámadott az állami televízió központjára és a biztonsági személyzet lelőtte. Fejszál későbbi orgyilkosa az ő fivére volt.
Fejszál még második miniszterelnöksége idején, 1962-ben egy rendelettel eltörölte a rabszolgaságot az országban, 1682 rabszolgát szabadítva fel ezzel.

### Az államcsíny elhárítása
Az 1950-es és 60-as években több közel-keleti és észak-afrikai monarchiát is államcsínnyel döntött meg a hadsereg. A két ország helyzetének hasonlósága miatt a szaúdi királyi család különösen komolyan vette Kadhafi 1969-es líbiai hatalomátvételét. Fejszál ezért erős biztonsági rendszert épített ki, nem tűrte az elégedetlenkedést és minden intézkedését igyekezett vallási köntösbe bújtatni. Amikor uralkodása elején írásos alkotmányt követeltek az országnak, Fejszál válasza az volt, hogy „a mi alkotmányunk a Korán”. 1969 nyarán a király több száz katonatisztet –köztük több tábornokot- vétetett őrizetbe államcsíny szervezésének gyanújával. A puccsot állítólag a légierő tisztjei szervezték és a monarchia megdöntését és nasszeri rendszer bevezetését tervezték.

### Külpolitikája

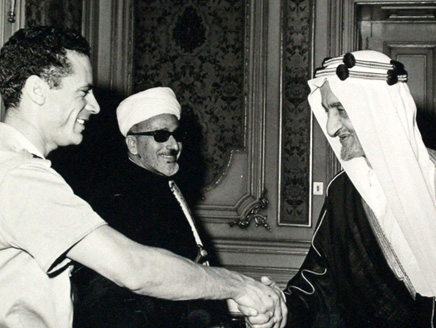
Fejszál király és Kadhafi

Fejszál folytatta az apja által megkezdett Amerika-barát politikát, és a szaúdi hadsereg felszerelésében és kiképzésében főleg az Egyesült Államokra támaszkodott. Hithű muszlimként meggyőződéses antikommunista volt, és semmilyen kapcsolatot nem tartott fent a Szovjetunióval és a szocialista blokk országaival.
Támogatta az arab világ többi monarchiáját és a népszerű pánarab és szocialista eszméket egy pániszlamista mozgalommal kívánta ellensúlyozni. Ezt támogatandó, létrehozta a Muszlim Világligát. Fő ideológiai ellenfelének az egyiptomi Nasszer elnököt tartotta. A jemeni polgárháborúban a szembenálló feleket egyik oldalról az egyiptomiak, a másikról a szaúdiak támogatták, így a két államfő nem csak ideológiai síkon támadta egymást. Fejszál azonban nyíltan nem szállt szembe a pánarab mozgalommal és sokszor hivatkozott az arab szolidaritásra.
Nasszer 1970-es halála és Anvar Szadat uralomra jutása sokat javított a szaúdi-egyiptomi kapcsolatokon, mert Szadat szakítani kívánt a Szovjetunióval és inkább Amerika-barát politikát folytatott. Az 1973-as arab-izraeli háborúban Fejszál leállította a szaúdi olajeladásokat, tiltakozásul amiatt, mert a nyugati országok Izraelt támogatták. A kőolaj ára emiatt meredeken felugrott és okozójává vált az 1973-as olajválságnak. Ez az akciója nagy népszerűséget szerzett a királynak szerte az arab világban és 1974-ben a Time magazin az Év Emberévé választotta. Szaúd-Arábiában és az arab országokban általánosan elterjedt hit, hogy Fejszált a nyugatiak gyilkoltatták meg az olajár növelése miatt. Az olajár-robbanás révén Szaúd-Arábia jövedelmei jelentősen megnőttek, amit Fejszál a támogatások és segélyek kiszélesítésével a külföldi szaúdi befolyás növelésére használt fel.

## Családja
Fejszálnak négy feleségétől nyolc fia és hét lánya született.

## Meggyilkolása
1975. március 25-én Fejszál királyt közvetlen közelről lelőtte féltestvérének fia, Fejszál ibn Muszaid, aki nem sokkal korábban tért vissza az Egyesült Államokból. A gyilkosság egy nyilvános audiencián történt. A várószobában a herceg a meghallgatásra váró kuvaiti képviselőkkel beszélgetett, majd amikor sorra került, odament a királyhoz hogy megölelje. Mikor az odahajolt hogy arcon csókolja, a herceg elővett egy pisztolyt és kétszer rálőtt. Az első lövés Fejszál király állát, a másik a fülét érte. Egy testőr a hercegre ütött hüvelyéből ki nem vont kardjával, de az olajügyi miniszter rákiáltott, hogy ne ölje meg őt.
A királyt azonnal kórházba vitték, ahol vérátömlesztést és szívmasszázst kapott, de a kezelés ellenére meghalt.
A letartóztatott Fejszál herceget hivatalosan elmebetegnek nyilvánították. A tárgyalást követően azonban az orvosszakértők úgy vélték, hogy a gyilkosság idején épelméjű volt és a vallási bíróság királygyilkosság vádjával halálra ítélte. Bár a haldokló király kívánsága az volt, hogy a merénylő maradjon életben, Fejszál herceget nyilvánosan lefejezték Rijádban.
Fejszál utóda Szaúd-Arábia trónján féltestvére, Khalid ibn Abdul-Aziz lett.

## Fordítás
- Ez a szócikk részben vagy egészben  a   Faisal of Saudi Arabia című angol Wikipédia-szócikk ezen változatának fordításán alapul.  Az eredeti cikk szerkesztőit annak laptörténete sorolja fel. Ez a jelzés csupán a megfogalmazás eredetét és a szerzői jogokat jelzi, nem szolgál a cikkben szereplő információk forrásmegjelöléseként.